# Автошлях Т 2503
Автошля́х Т 2503 — автомобільний шлях територіального значення у Чернігівській та Сумській областях. Пролягає територією Коропського та Кролевецького районів через Вільне — Лукнів — Реутинці. Загальна довжина — 25,3 км.

## Маршрут
Автошлях проходить через такі населені пункти:
| Автошлях Т 2503      |                  |
| Чернігівська область |                  |
| Коропський район     |                  |
| Вільне               | Т 2516           |
| Лукнів               |                  |
| Сумська область      |                  |
| Кролевецький район   |                  |
| Реутинці             |                  |
| Кролевець            | E101М02Р60Т 1907 |